# Jean-Bernard Duplantier
Pas d'image ? Cliquez ici

a Compétitions nationales et continentales officielles uniquement.

Pour les articles homonymes, voir Duplantier.
Jean-Bernard Duplantier, né le 30 décembre 1957 à Vergoignan (Gers), est un joueur français de rugby à XV évoluant au poste de talonneur. Il se reconvertit ensuite en tant qu'entraîneur.

## Biographie
Formé à l'Avenir aturin, il remporte la finale du groupe B en 1982 face au CS Bourgoin-Jallieu, sous les ordres de Robert Bernos.
Duplantier rejoint ensuite la Section paloise, où il forme la première ligne aux côtés de Philippe Racz et Jean-Louis Jordana. Duplantier est alors le capitaine des sectionnistes.  Il a participé à deux finales du championnat de France Groupe B avec la Section paloise.
Malheureusement, ces finales se sont soldées par des défaites contre le Castres olympique en 1989 et le Stade montchaninois en 1990.
Le 1er novembre 1984, il joue son premier match avec les Barbarians français contre une équipe du Bataillon de Joinville à Grenoble. Les Baa-Baas l'emportent 44 à 22. Le 10 mai 1986, il est invité une seconde fois avec les Barbarians français pour jouer contre l'Écosse à Agen. Les Baa-Baas l'emportent 32 à 19.
Il entraîna ensuite l'Avenir aturin, le Stade montois avec qui il connaît quarte montées consécutives et remporte le titre de champion de groupe B en 1998 et d’Élite 2 en 1999 lui donnant donc l’accès à l'élite.
Mais l'accession de courte durée. Il retourne ensuite à Aire-sur-l'Adour puis au Stade montois comme manager où il s'occupe des équipes de jeunes et ne souhaite plus des déplacements professionnels aussi fréquents. Mais il revient sur sa décision et part entraîner la Section paloise en 2006 qui vient d'être relégué en Pro D2.

## Famille
Il est l'oncle de Jean-Baptiste Barrère, formé à l'Avenir aturin et ayant fait ses débuts professionnels à la Section paloise.

## Palmarès

### Comme joueur
- Champion de France de groupe B en 1982 avec l'Avenir aturin
- Finaliste groupe B en 1990 avec la Section paloise

### Comme entraîneur
- Champion de France de groupe B en 1998 avec le Stade montois
- Champion d’Élite 2 en 1999 avec le Stade montois